# Gunbuster
Gunbuster (jap. トップをねらえ!, Toppu o Nerae! für Top o Nerae!, auch bekannt als Aim for the Top! Gunbuster) ist eine sechsteilige japanische Original Video Animation aus dem Studio Gainax. Regie führte Hideaki Anno, der hier sein Regie-Debüt gab und später mit Neon Genesis Evangelion berühmt werden sollte. Zur Feier des 20-jährigen Bestehens von Gainax wurde 2004 unter dem Titel Top o Nerae 2! (auch bekannt als Diebuster und Gunbuster 2) eine Fortsetzung veröffentlicht.
Der Titel ist ein dreifaches Wortspiel mit „zur Spitze streben“, „zu Top streben“, wobei Top der Name einer Spezialeinheit ist, und als Kombination der Titel des Tennis-Animes Ace o Nerae! und des Filmes Top Gun, die beide dieses Thema besitzen.

## Handlung
In naher Zukunft trifft die Menschheit auf Reisen durch die Galaxie auf riesige, insektenartige Weltraummonster. Diese Wesen wollen die Menschheit ausrotten und kommen infolgedessen der Erde immer näher. Als Antwort auf diese Bedrohung haben die Menschen Kriegsraumschiffe und Kampfroboter entwickelt.
Die Geschichte beginnt im Jahr 2023 kurz nach der ersten Schlacht mit den Weltraummonstern und dreht sich um die junge Noriko Takaya (タカヤ・ノリコ, Takaya Noriko). Obwohl Norikos Vater ein berühmter Admiral war, der seit einer der ersten Schlachten vermisst wird, sind ihre eigenen Fähigkeiten als Pilotin eines Kampfroboters nicht die besten. Trotzdem wird sie zusammen mit ihrem Vorbild, der hervorragenden Pilotin Kazumi Amano (アマノ・カズミ, Amano Kazumi), für den Kampfeinsatz in den Kampfrobotern Buster Machine (Gunbuster) I und II ausgewählt, was nicht zuletzt daran liegt, dass Koichiro „Coach“ Ohta (オオタ・コウイチロウ, Ōta Kōichirō) Mitglied von Admiral Takayas Mannschaft war.
Zusammen mit Kazumi und Coach Ohta kommt Noriko auf das Kriegsschiff Exelion. Bei einem ihrer ersten Einsätze wird das Schiff ihres Vaters entdeckt, welches seit der Schlacht mit annähernd Lichtgeschwindigkeit fliegt. Noriko, die wegen der Zeitdilatation hofft, ihren Vater noch lebend zu finden, ist am Boden zerstört, als sie feststellen muss, dass er den Kampf nicht überlebt hat. Kazumi, die nicht von den Fähigkeiten Norikos überzeugt ist, verlangt von Coach Ohta kurz darauf die Auflösung ihres Teams. Tief traurig darüber, lernt Noriko den Piloten Smith Toren (スミス・トーレン, Sumisu Tōren) kennen, mit dem sie daraufhin ein neues Team bildet. Kurz darauf kommt es zu einem Kampfeinsatz, in dem die überforderte Noriko ihren neuen Kameraden verliert und daraufhin in eine Depression verfällt.
Nach dem Kampf fliegt die Flotte zurück zur Erde und kommt 2032 an. Noriko ist betrübt, dass alle ihre Schulkameraden schon längst erwachsen sind und eine Familie haben. Die Flotte entdeckt, dass die Weltraummonster erneut die Erde angreifen wollen, und hat keine Wahl, als gegen diese zu kämpfen. Zunächst sieht es nicht gut aus für die Flotte, doch als Noriko mit dem Gunbuster, einem neuartigen Kampfroboter, eingreift, kann die Flotte die Gegner besiegen. Nach der Schlacht attackieren die Wesen die Erde direkt und es scheint, als ob diese verloren sei. Coach Ohta schlägt vor, die ausgemusterte Exelion in das Zentrum der feindlichen Flotte zu schicken und deren Reaktor zu überlasten, um ein Schwarzes Loch zu erzeugen, wobei Noriko und Kazumi Geleitschutz geben. Der Plan gelingt und sowohl die Angreifer als auch drei Planeten werden von dem Loch verschlungen. Aber die Auswirkungen der darauf folgenden Gravitationswelle sind auch für die Erde verheerend; so sieht man später, wie der australische Kontinent von gewaltigen Brüchen und Gräben durchzogen ist.
Die Menschen wollen zum Gegenschlag ausholen und stecken in den folgenden 15 Jahren alle Ressourcen in den Bau der Buster Machine III, den auf 1/30.000stel komprimierten Jupiter umgeben von einer massiven raumfahrenden Maschine der Viertel Größe des Mondes. 2048 ist das Projekt fertiggestellt, und Kazumi fliegt die Waffe zur 30.000 Schiffe umfassenden Flotte im galaktischen Zentrum, wo sie auf die immer noch 16-jährige Noriko trifft. Sie schaffen es zwar, den Feind, der mit 8 Milliarden weit in Überzahl ist, zurückzuschlagen, allerdings wird dabei die Buster Machine III beschädigt. Um die Kettenreaktion wieder in Gang zu bringen, opfern Noriko und Kazumi einen ihrer beiden Reaktoren, womit die Bombe schließlich auf innerhalb deren Schwarzschild-Radius’ implodiert und das folgende Schwarze Loch alle restlichen Weltraummonster mitsamt dem galaktischen Zentrum vernichtet. Beide machen sich auf die Heimreise, die wegen der Zeitdilatation 12.000 Erdenjahre dauert, und kommen schließlich im Jahr 14.292 kaum gealtert auf der Erde an. Diese scheint zuerst unbewohnt, doch dann erscheinen Lichter auf der Erdoberfläche, die den Schriftzug „オカエリナサイ“ („Willkommen zuhause!“) formen. Noriko und Kazumi verlassen den Gunbuster und fliegen zur Erde hinab.

## Konzeption
Beginnend als Anime mit Schulthema und Anleihen an den Tennis-Anime Ace o Nerae! über Rivalitäten unter Schulmädchen, die um einen Platz in einer Eliteeinheit streiten, wandelt sich die Serie schnell zur Hard-Science-Fiction. Grundvehikel der Dramatik ist dabei neben dem apokalyptischen Szenario das Thema der Zeitdilatation. Diese sorgt dafür, dass die Protagonistin während des gesamten Verlaufs 16 Jahre alt bleibt, während die Personen um sie herum altern, heiraten, eine Familie gründen und schließlich sterben, sie aber von all diesem ausgenommen bleibt.
Besonderes Merkmal ist, dass die letzte Episode (bis auf das Ende) in Schwarz-Weiß-Optik gehalten ist. Dabei wurden die Zeichnungen in den entsprechenden Graustufen realisiert und dann auf Farbfilm gebannt. Zudem wurde der Entscheidungskampf mit Hilfe von einzelnen Bleistiftzeichnungen dargestellt.

## Veröffentlichungen

### Anime
Die Serie wurde in Japan vom 7. Oktober 1988 bis 7. Juli 1989 auf drei VHS-Videokassetten veröffentlicht, jede VHS enthielt zwei Episoden. In den USA wurde OVA von 1990 bis 1991 von U.S. Renditions ebenfalls auf drei VHS-Videokassetten OmU herausgegeben. 1997 veröffentlichte Victor Entertainment in Japan eine Laserdisc mit einigen zusätzlichen Extras. Am 22. Oktober 2004 brachte Victor Entertainment die Serie in Japan auf DVD heraus, am 20. Februar 2007 wurde die OVA dann in den USA ebenfalls auf DVD von Bandai Visual USA veröffentlicht. In Großbritannien wurde die Serie von Kiseki Films herausgegeben. In Italien hat die Firma Dynit die Serie auf zwei DVDs veröffentlicht.
In Deutschland wurde Gunbuster 2004 auf zwei DVDs von Anime Virtual als OmU veröffentlicht. Eine Gunbuster-DVD-Box wurde im Juni 2005 veröffentlicht.
Der Anime erhielt 1990 den 21. Seiun-Preis in der Kategorie Bestes Medienprodukt.

#### Bonus
Auf den ersten beiden VHS von Gunbuster befanden sich vier kurze Omakes, die sogenannten Lektionen. Jede dieser Episoden hat eine Dauer von ungefähr zwei Minuten und hat in der Hauptrolle Coach Ohta, Noriko und Kazumi, welche Super Deformed auftreten. In den Episoden erklärt Ohta verschiedene wissenschaftliche Aspekte der Serie. Obwohl ursprünglich nur vier Omakes für die ersten vier Episoden produziert wurden, hat man später für die Veröffentlichung auf Laserdisc zwei weitere Omakes für Episoden fünf und sechs produziert. Die beiden letzten Omakes wurden von Kazuya Tsurumaki gedreht, welcher später als Regisseur von FLCL, Neon Genesis Evangelion: The End of Evangelion und Diebuster bekannt wurde.
Die Omakes sind auch in den deutschen Veröffentlichungen enthalten.

#### Synchronisation
| Rolle                   | Japanischer Sprecher (Seiyū) |
| ----------------------- | ---------------------------- |
| Noriko Takaya           | Noriko Hidaka                |
| Kazumi Amano            | Rei Sakuma                   |
| Jung Freud              | Maria Kawamura               |
| Smith Toren             | Kazuki Yao                   |
| Kouichiro „Coach“ Ohta  | Norio Wakamoto               |
| Captain Tatsumi Tashiro | Tamio Ōki                    |

#### Musik
Als Vorspann diente der Titel Active Heart (アクティブ・ハート, Akutibu Hāto) von Noriko Sakai, wobei jedoch nur die ersten drei Folgen einen Vorspann besaßen. Im Abspann wurde für die ersten drei Folgen wurde Try Again …! (トライAgain…!) von Noriko Sakai verwendet, in Folge 4 Active Heart und in der letzten Folge das Instrumentalstück Toki no Kawa o Koete … (時の河を越えて…, dt. „den Fluss der Zeit überschreitend“). Als Interludium kam Top o Nerae! – Fly High (トップをねらえ! ~Fly High~) der beiden Synchronsprecherinnen Noriko Hidaka und Rei Sakuma zum Einsatz. Zusätzlich wurde in Episode 3 am Anfang ein Cover des erfolgreichen Enka-Duetts Otoko to Onna no Love Game (男と女のラブゲーム, Otoko to Onna no Rabu Gēmu) von Mika Hino und Shirō Aoi aus dem Jahre 1986 verwendet, hier jedoch von Rei Sakuma und Norio Wakamoto gesungen.
Im Juli 1989 erschien der Soundtrack Victor Manga Golden Special: Top o Nerae! (ビクターまんがゴールデンスペシャル トップをねらえ!). Diese CD enthielt 99 Spuren, wobei die Spuren ab Nummer 30 vier bis fünf Sekunden lange Zitate aus Gunbuster sind. Zusätzlich waren mit Dai Agare! Uchū Kaijū Gidodongas (大あばれ!宇宙怪獣ギドドンガス, dt. „Große Raserei! Das Weltraummonster Gidodongas“) und Utae! Ginga no Hate made mo! (歌え!!銀河のはてまでも!, dt. „Singt! Auch bis ans Ende der Galaxie!“) zwei Hörspiele enthalten.
Im März 1990 folgte Ultra Sound Collection: Top o Nerae! (ウルトラ・サウンド・コレクション トップをねらえ！), mit 26 Spuren. Bei dieser CD und dem Booklet wurde dabei so getan, als wäre die 6-teilige OVA eine reguläre 26-teilige Fernsehserie gewesen. So besteht die Spur 22 z. B. aus den Vorschauen auf die Folgen 1, 2, 6, 8, 11, 14, 16, 19, 20, 23 und 24.
Beide Soundtracks wurden 1996 erneut aufgelegt.
1994 wurde die Soundtrack-Sammlung Top o Nerae! Kyōsōran: Sound Collection of Gunbuster (トップをねらえ！ 響綜覧 SOUND COLLECTION OF GUNBUSTER), auf 3 CDs mit je 99 Spuren veröffentlicht. Die erste CD enthält dabei die beiden Hörspiele des ersten Soundtrack, das zusätzliche Hörspiel Kieta Kon’yaku Yubiwa (消えた婚約指輪, dt. „der verschwundene Verlobungsring“), sowie 85 Zitatspuren. Die zweite CD enthält 48 Zitatspuren. Die dritte CD nimmt das Spiel mit der 26-teiligen Fernsehserie auf und enthält 26 Episodenvorschauen/-trailer, das Hörspiel Top o Nerae! Oshaberi Cassette (トップをねらえ!おしゃべりカセット, dt. „Top o Nerae! die Plauderkassette“) und wiederum 63 Zitatspuren.

### Manga
Der Manga zu Gunbuster, genannt Comic Gunbuster, wurde 1989 veröffentlicht und stellt ein Spin-off zur Serie dar. Comic Gunbuster ist eine Anthologie von verschiedenen Autoren mit kurzen Geschichten, die sich um die Protagonisten der Serie drehen. Zum Beispiel wird die Hochzeit von Kazumi Amano mit Coach Ohta gezeigt oder Noriko und Freud beim Golfspielen auf dem Mond. Insgesamt wurden zwei Tankōbon veröffentlicht.
In der Young Ace 1/2011 vom 4. Dezember 2010 startete ein neuer Manga namens Top o Nerae! (トップをねらえ！) von Kabocha (かぼちゃ). Dieser lief bis Ausgabe 7/2013 vom 4. Juni 2013. Die Kapitel wurden in fünf Sammelbänden (Tankōbon) zusammengefasst, von denen der letzte am 1. August 2013 erschienen ist.

### Film
Am 1. Oktober 2006 wurde in Japan der 190 Minuten lange Film Top o Nerae! & Top o Nerae 2! Gattai Gekijōban!! (トップをねらえ! & トップをねらえ2! 合体劇場版!!) veröffentlicht. Dieser besteht aus zwei Einzelfilmen, die wiederum Zusammenschnitte der OVA sind. Für die Dolby-Digital-Tonspur des ersten Films wurde zwar die Originalmusik der OVAs aus den 80ern verwendet, jedoch neue Soundeffekte aufgenommen und die Texte durch dieselben Sprecher neu eingesprochen.
In den USA wurde der Film von Bandai Visual USA am 8. Januar 2008 wie auch schon die Serie als OmU veröffentlicht.